# Елчили
Елчили (на турски: Elçili) е село в Източна Тракия, Турция, Вилает Одрин.

## География
Селото се намира на 28 километра южно от Одрин.

## История
В XIX век Елчили е българско село в Одринската кааза на Одринския вилает на Османската империя. Според „Етнография на вилаетите Адрианопол, Монастир и Салоника“, издадена в Константинопол в 1878 година и отразяваща статистиката на населението от 1873 година, Епчили (Eptchili) има 24 домакинства и 43 мюсюлмани и 84 българи.
Според статистиката на професор Любомир Милетич в 1912 година в селото живеят 7 български патриаршистки семейства.